# 杨桥殿镇
杨桥殿镇，是中华人民共和国江西省抚州市东乡区下辖的一个乡镇级行政单位。

## 行政区划
杨桥殿镇下辖以下地区：
杨桥村、宋塘村、港西村、水北村、下易村、金坑村、坂上村、汶田村、秋源村、山下村、文七位村、礼坊村、东村、愉怡村、城上村、桂家嘴村和露西村。